# Nymphée bicolore
Phoenicurus bicolor
Espèce
Statut de conservation UICN

 NT  : Quasi menacé
La Nymphée bicolore (Phoenicurus bicolor) est une espèce de passereaux de la famille des Muscicapidae.
Cet oiseau peuple les ruisseaux élevés de Luçon (Philippines).